# Fyzika poruch
Fyzika poruch (FP), angl. Physics of Failure, původně studovala fyzikální degradační mechanismy komponent strojních resp.stavebních výrobků. Dnes FP popisuje jak se mechanismy mechanické, tepelné, elektrické a rovněž chemické rozvíjejí v čase a vyvolávají poruchy (spotřební elektroniky, zbraňových systémů, jaderných elektráren atp.) . FP byla využívána pro předpovídání spolehlivosti již prvních generací elektronických dílů a počítačů .
Elektronické podsestavy jsou dnes běžné pro složitější výrobky. FP se zabývá analýzou poruch ve všech oblastech využívání elektroniky i ve všech fázích života elektroniky, tj. poruchami, které byly odhaleny při požadovaných zkouškách, při provozu a zejména pro předcházení výskytu potenciálních poruch již při návrhu zařízení, která obsahují elektronické podsestavy.

„Vanová křivka“ (horní modrá plná čára) je kombinací poklesu pro časné poruchy (červená tečkovaná čára) a nárůstu pro poruchy z opotřebení (žlutá tečkovaná čára), plus jisté konstantní náhodné poruchy (dolní zelená plná čára)

Vanová křivka představuje klasický pohled na životní cyklus výrobku. Z pohledu fyziky poruch bude křivka „méně hezká“.
Predikce spolehlivosti systémů se dnes  provádí pomocí příruček pro predikci případně pomocí specializovaného software. Predikce vychází z modelů četnosti poruch pro různé typy komponent používaných v elektronických sestavách, jako jsou integrované obvody, tranzistory, diody, rezistory, kondenzátory, relé, spínače, konektory atp. Tyto modely četnosti poruch vychází z provozních dat, která jsou analyzována a zpracovávána do použitelných modelů. Realistické modely vychází ze znalostí mechanismů poruch, tj. pomocí FP .
Laboratoře pro rozbor poruch pro elektronické podsestavy musí být zahrnuty v efektivní zpětné vazbě při vývoji, provozu i servisu výrobků. Obvykle se mohou prokázat certifikátem ISO 9001. Typické nabízené služby jsou :
- analýza poruch diskrétních součástek;
- analýza poruch integrovaných obvodů;
- analýza poruch osazených desek s plošnými spoji;
- auditní kontroly na nebezpečné látky;
- audity kvality podsestav;
- kontrolní služby: polovodiče, elektronické sestavy;
- rentgenová kontrola s vysokým rozlišením v reálném čase;
- skenovací akustická mikroskopie;
- služby s destrukcí: rozpouzdření, výbrusy;
- termo-mechanické hodnocení funkčních celků, např. infračervenou kamerou;
- testování integrity pouzdra integrovaného obvodu;
- zjišťování falešných komponent;
- zjišťování konstrukčních podrobností o součástce nebo desce.